# Chaetomitriopsis glaucocarpa
Chaetomitriopsis glaucocarpa är en bladmossart som beskrevs av Fleischer 1923. Chaetomitriopsis glaucocarpa ingår i släktet Chaetomitriopsis och familjen Hookeriaceae. Inga underarter finns listade i Catalogue of Life.